# دیلی اکسپرس (روزنامه اردو)
دیلی اکسپرس (اردو: روزنامہ ایکسپریس) یکی از پرتیراژترین روزنامه‌های اردو زبان منتشر شده در پاکستان است که تحت مالکیت گروه لیکسن قرار دارد.
این روزنامه به‌طور همزمان در اسلام‌آباد، کراچی، لاهور، پیشاور، کویته، مولتان، فیصل‌آباد، گوجرانواله، سرگودها، رحیم‌یارخان و سکر منتشر می‌شود.

## تاریخچه
گروه لیکسن روزنامهٔ دیلی اکسپرس را در سال ۱۹۹۸ با رویکردی جدید به توزیع روزنامه در پاکستان معرفی کرد که دفتر مرکزی آن، به‌جای قطب معمول توزیع روزنامهٔ پاکستان یعنی کراچی، در شهر لاهور قرار داشت. این تصمیم بر مبنای این ارزیابی اتخاذ شد که استان پنجاب، که مرکز آن شهر لاهور است، میزبان مخاطبان روزنامهٔ اردوزبان بیشتری نسبت به کراچی است. پس از آن که دیلی اکسپرس در آن منطقه با استقبال قابل قبولی روبرو شد، ثابت شد که این فرضیه دقیق بوده است.
رویکرد نوآورانهٔ این نشریه با تصمیم به توزیع آن نه فقط در مناطق کلان‌شهری بزرگ نظیر کراچی، لاهور، راولپندی و اسلام‌آباد، بلکه در شهرهای ثانویه در پنجاب شامل مولتان، سرگودها، گوجرانواله، فیصل‌آباد و رحیم‌یارخان نیز ادامه یافت. این حرکت مورد توجه مخاطبانی در این مناطق قرار گرفت که اخبار متمرکز بر موضوعات محلی را بر محتوای مربوط به شهرهای دوردست‌تر ترجیح می‌دادند.
دیلی اکسپرس دیلی اکسپرس همچنین استراتژی پرداخت حقوق رقابتی به ستون‌نویسان دارای تعداد قابل توجه خوانندگان ثابت اتخاذ کرد. در نتیجهٔ این اقدام، بسیاری از ستون‌نویسان تأثیرگذار از روزنامه‌های شناخته‌شده‌ای نظیر روزنامه جنگ و نوای وقت جدا شدند و به این نشریه پیوستند و مخاطبان وفادار خود را نیز به‌همراه خود به این نشریه آوردند.
زمان معرفی دیلی اکسپرس به‌طور اتفاقی مصادف شد با مناقشهٔ میان گروه جنگ، قدیمی‌ترین و بزرگ‌ترین گروه روزنامهٔ پاکستان، و دولت نخست‌وزیر نواز شریف در اواخر دههٔ ۱۹۹۰. این موضوع منجر به محدودیت‌های مالی و محدودیت‌هایی دیگر برای روزنامه جنگ شد که به نوبهٔ خود فرصتی را برای دیلی اکسپرس فراهم کرد تا مخاطبان بیشتری را، به‌ویژه در پنجاب از آن خود کند.